# Maurits Jacob van Löben Sels
Maurits Jacob van Löben Sels (ur. 1 maja 1876 w Meppen, zm. 4 października 1944 w Velp) – holenderski szermierz i oficer, brązowy medalista olimpijski.
Był zawodowym wojskowym. Do Koninklijke Landmacht wstąpił w 1893, a opuścił w 1908 w stopniu podporucznika. 
Na olimpiadzie letniej w Atenach w 1906 roku Holendrzy w składzie: James Melvill van Carnbée, Maurits Jacob van Löben Sels, George van Rossem i Johannes Osten zdobyli brązowy medal w szpadzie drużynowej. W turnieju szablistów - 3 uderzenia dotarł do finału, a w szabli indywidualnej odpadł w pierwszej rundzie. Startował także w szpadzie indywidualnej, w której był szósty oraz we florecie indywidualnym, w którym odpadł w pierwszej rundzie. Na rozgrywanych dwa lata później igrzyskach olimpijskich w Londynie był piąty w szabli drużynowej. W turniejach indywidualnych szpady i szabli odpadał w pierwszej rundzie.